# Virtus Verona 2024-2025
Questa voce raccoglie le informazioni riguardanti la Virtus Verona nelle competizioni ufficiali della stagione 2024-2025.

## Divise e sponsor
Lo sponsor tecnico è Erreà, mentre gli sponsor commerciali sono Pluris, Arcospeed e Isokinetic.
Entrambe le divise hanno il colletto a polo e a V "dimezzata" e su quella casalinga è raffigurata la vista aerea della città.
| Casa | Trasferta |

## Rosa
| N. |                      | Ruolo | Calciatore                 |
| -- | -------------------- | ----- | -------------------------- |
| 1  | Italia (bandiera)    | P     | Alberto Zecchin            |
| 2  | Italia (bandiera)    | D     | Etienne Catena             |
| 3  | Italia (bandiera)    | D     | Mattia Rigo                |
| 4  | Italia (bandiera)    | D     | Riccardo Ludovici          |
| 5  | Italia (bandiera)    | C     | Dino Mehic                 |
| 6  | Italia (bandiera)    | D     | Manuel Daffara             |
| 7  | Italia (bandiera)    | C     | Marco Amadio               |
| 8  | Italia (bandiera)    | C     | Antonio Metlika (capitano) |
| 9  | Italia (bandiera)    | A     | Gianluca Contini           |
| 10 | Italia (bandiera)    | A     | Leonardo Zarpellon         |
| 11 | Italia (bandiera)    | D     | Gianni Manfrin             |
| 12 | Italia (bandiera)    | P     | Gabriele Fortin            |
| 14 | Italia (bandiera)    | A     | Michael De Marchi          |
| 16 | Italia (bandiera)    | C     | Matteo Bassi               |
| 21 | Argentina (bandiera) | A     | Juanito Gómez              |
| 22 | Gambia (bandiera)    | P     | Sheikh Sibi                |

| N. |                   | Ruolo | Calciatore         |
| -- | ----------------- | ----- | ------------------ |
| 25 | Italia (bandiera) | C     | Nicolò Filippi     |
| 23 | Italia (bandiera) | C     | Francesco Toffanin |
| 27 | Italia (bandiera) | C     | Riccardo Trovo     |
| 30 | Italia (bandiera) | C     | Christian Gatti    |
| 32 | Italia (bandiera) | C     | Fabio Rispoli      |
| 34 | Italia (bandiera) | C     | Diego Ronco        |
| 37 | Italia (bandiera) | D     | Nicolò Calabrese   |
| 44 | Italia (bandiera) | A     | Mattia Pagliuca    |
| 47 | Italia (bandiera) | C     | Edoardo Cuel       |
| 55 | Italia (bandiera) | P     | Enrico Alfonso     |
| 74 | Italia (bandiera) | A     | Samuele Lerco      |
| 75 | Italia (bandiera) | C     | Nicolas Fiori      |
| 76 | Italia (bandiera) | D     | Tommaso Cielo      |
| 90 | Italia (bandiera) | A     | Christian Odogwu   |
| 95 | Italia (bandiera) | D     | Luca Munaretti     |
| 99 | Italia (bandiera) | A     | Federico Caia Caia |

## Risultati

### Serie C

#### Girone di andata
| Verona 22 agosto 2024, ore 16:15 CEST 1ª giornata | Virtus Verona | 0 – 1 referto | Lumezzane | Centro sportivo Mario Gavagnin-Sinibaldo Nocini (324 spett.) |
| \| \| \| \| \| \| Marcatori \| 19’ Panitteri \|   |               |               |           |                                                              |
|                                                   |               |               |           |                                                              |
|                                                   | Marcatori     | 19’ Panitteri |           |                                                              |

| Sesto San Giovanni 1 settembre 2024, ore 18:30 CEST 2ª giornata | Alcione | 0 – 0 referto | Virtus Verona | Stadio Breda (507 spett.) |

| Verona 7 settembre 2024, ore 20:45 CEST 3ª giornata  | Virtus Verona | 1 – 0 referto | Novara | Centro sportivo Mario Gavagnin-Sinibaldo Nocini (551 spett.) |
| \| \| \| \| \| Manfrin 46’ (rig.) \| Marcatori \| \| |               |               |        |                                                              |
|                                                      |               |               |        |                                                              |
| Manfrin 46’ (rig.)                                   | Marcatori     |               |        |                                                              |

| Salò 13 settembre 2024, ore 18:30 CEST 4ª giornata | Feralpisalò | 1 – 0 referto | Virtus Verona | Stadio Lino Turina (850 spett.) |
| \| \| \| \| \| Dubickas 66’ \| Marcatori \| \|     |             |               |               |                                 |
|                                                    |             |               |               |                                 |
| Dubickas 66’                                       | Marcatori   |               |               |                                 |

| Verona 20 settembre 2024, ore 20:45 CEST 5ª giornata                       | Virtus Verona | 1 – 2 referto             | Renate | Centro sportivo Mario Gavagnin-Sinibaldo Nocini (422 spett.) |
| \| \| \| \| \| Toffanin 45+3’ \| Marcatori \| 57’ Bocalon 73’ Auriletto \| |               |                           |        |                                                              |
|                                                                            |               |                           |        |                                                              |
| Toffanin 45+3’                                                             | Marcatori     | 57’ Bocalon 73’ Auriletto |        |                                                              |

| Padova 24 settembre 2024, ore 18:30 CEST 6ª giornata                                               | Padova    | 4 – 1 referto | Virtus Verona | Stadio Euganeo (2 011 spett.) |
| \| \| \| \| \| Villa 48’ Bianchi 58’ Spagnoli 66’ (rig.) Liguori 90+6’ \| Marcatori \| 6’ Mehic \| |           |               |               |                               |
| |           |               |               |                               |
| Villa 48’ Bianchi 58’ Spagnoli 66’ (rig.) Liguori 90+6’                                            | Marcatori | 6’ Mehic      |               |                               |

| Verona 29 settembre 2024, ore 16:15 CEST 7ª giornata                    | Virtus Verona | 1 – 2 referto           | Atalanta U23 | Centro sportivo Mario Gavagnin-Sinibaldo Nocini (510 spett.) |
| \| \| \| \| \| De Marchi 21’ \| Marcatori \| 24’ Navarro 83’ Alessio \| |               |                         |              |                                                              |
|                                                                         |               |                         |              |                                                              |
| De Marchi 21’                                                           | Marcatori     | 24’ Navarro 83’ Alessio |              |                                                              |

| Verona 6 ottobre 2024, ore 16:15 CEST 8ª giornata                        | Caldiero  | 0 – 3 referto                          | Virtus Verona | Centro sportivo Mario Gavagnin-Sinibaldo Nocini (801 spett.) |
| \| \| \| \| \| \| Marcatori \| 20’ Rispoli 33’ De Marchi 88’ Gomez T. \| |           |                                        |               |                                                              |
|                                                                          |           |                                        |               |                                                              |
|                                                                          | Marcatori | 20’ Rispoli 33’ De Marchi 88’ Gomez T. |               |                                                              |

| 12 ottobre 2024, ore 20:45 CEST 9ª giornata                                         | Virtus Verona | 2 – 1 referto | Arzignano Valchiampo | Centro sportivo Mario Gavagnin-Sinibaldo Nocini (483 spett.) |
| \| \| \| \| \| De Marchi 16’ (rig.) Pagliuca 90+3’ \| Marcatori \| 44’ Benedetti \| |               |               |                      |                                                              |
|                                                                                     |               |               |                      |                                                              |
| De Marchi 16’ (rig.) Pagliuca 90+3’                                                 | Marcatori     | 44’ Benedetti |                      |                                                              |

| Trieste 19 ottobre 2024, ore 16:15 CEST 10ª giornata        | Triestina | 0 – 2 referto             | Virtus Verona | Stadio Nereo Rocco (3 651 spett.) |
| \| \| \| \| \| \| Marcatori \| 34’ De Marchi 90+4’ Gatti \| |           |                           |               |                                   |
|                                                             |           |                           |               |                                   |
|                                                             | Marcatori | 34’ De Marchi 90+4’ Gatti |               |                                   |

| Verona 26 ottobre 2024, ore 16:15 CEST 11ª giornata                                              | Virtus Verona | 4 – 1 referto   | Union Clodiense CS | Centro sportivo Mario Gavagnin-Sinibaldo Nocini (526 spett.) |
| \| \| \| \| \| Caia 6’ De Marchi 8’ Rispoli 13’ Munaretti 83’ \| Marcatori \| 90+3’ Serena F. \| |               |                 |                    |                                                              |
|                                                                                                  |               |                 |                    |                                                              |
| Caia 6’ De Marchi 8’ Rispoli 13’ Munaretti 83’                                                   | Marcatori     | 90+3’ Serena F. |                    |                                                              |

| Trento 29 ottobre 20234, ore 16:15 CET 12ª giornata                | Trento    | 1 – 1       | Virtus Verona | Stadio Briamasco (1 210 spett.) |
| \| \| \| \| \| Anastasia 71’ (rig.) \| Marcatori \| 63’ Metlika \| |           |             |               |                                 |
|                                                                    |           |             |               |                                 |
| Anastasia 71’ (rig.)                                               | Marcatori | 63’ Metlika |               |                                 |

| Verona 2 novembre 2024, ore 15:00 CET 13ª giornata | Virtus Verona | 0 – 0 referto | Pro Vercelli | Centro sportivo Mario Gavagnin-Sinibaldo Nocini (412 spett.) |

| Lecco 9 novembre 2024, ore 16:15 CET 14ª giornata                | Lecco     | 1 – 1 referto | Virtus Verona | Stadio Mario Rigamonti-Mario Ceppi (2 604 spett.) |
| \| \| \| \| \| Lepore 7’ (rig.) \| Marcatori \| 14’ Zarpellon \| |           |               |               |                                                   |
|                                                                  |           |               |               |                                                   |
| Lepore 7’ (rig.)                                                 | Marcatori | 14’ Zarpellon |               |                                                   |

| Busto Arsizio 16 novembre 2024, ore 16:15 CET 15ª giornata  | Pro Patria | 1 – 1       | Virtus Verona | Stadio Carlo Speroni (654 spett.) |
| \| \| \| \| \| Alcibiade 49’ \| Marcatori \| 40’ Contini \| |            |             |               |                                   |
|                                                             |            |             |               |                                   |
| Alcibiade 49’                                               | Marcatori  | 40’ Contini |               |                                   |

| Verona 24 novembre 2024, ore 15:00 CET 16ª giornata        | Virtus Verona | 1 – 2 referto   | Pergolettese | Centro sportivo Mario Gavagnin-Sinibaldo Nocini (435 spett.) |
| \| \| \| \| \| Caia 62’ \| Marcatori \| 11’, 39’ Tonoli \| |               |                 |              |                                                              |
|                                                            |               |                 |              |                                                              |
| Caia 62’                                                   | Marcatori     | 11’, 39’ Tonoli |              |                                                              |

| Vicenza 1 dicembre 2024, ore 19:30 CET 17ª giornata                     | Vicenza   | 3 – 0 referto | Virtus Verona | Stadio Romeo Menti (8 558 spett.) |
| \| \| \| \| \| Rauti 56’ Rolfini 61’ Della Morte 79’ \| Marcatori \| \| |           |               |               |                                   |
|                                                                         |           |               |               |                                   |
| Rauti 56’ Rolfini 61’ Della Morte 79’                                   | Marcatori |               |               |                                   |

| Arbitro: | De Angeli (Milano) |

|           |           |              |
| Mehic 59’ | Marcatori | 45’ Calferri |

| Zanica 16 dicembre 2024, ore 16:15 CET 19ª giornata                     | AlbinoLeffe | 3 – 1 referto | Virtus Verona | AlbinoLeffe Stadium (507 spett.) |
| \| \| \| \| \| Zoma 8’, 64’ Mustacchio 69’ \| Marcatori \| 16’ Mehic \| |             |               |               |                                  |
|                                                                         |             |               |               |                                  |
| Zoma 8’, 64’ Mustacchio 69’                                             | Marcatori   | 16’ Mehic     |               |                                  |

#### Girone di ritorno
| Lumezzane 21 dicembre 2024, ore 15:00 CEST 20ª giornata      | Lumezzane | 0 – 3 referto              | Virtus Verona | Stadio Tullio Saleri (204 spett.) |
| \| \| \| \| \| \| Marcatori \| 4’, 66’ Amadio 19’ Rispoli \| |           |                            |               |                                   |
|                                                              |           |                            |               |                                   |
|                                                              | Marcatori | 4’, 66’ Amadio 19’ Rispoli |               |                                   |

| Verona 4 gennaio 2025, ore 15:00 CEST 21ª giornata | Virtus Verona | 1 – 0 referto | Alcione | Centro sportivo Mario Gavagnin-Sinibaldo Nocini (302 spett.) |
| \| \| \| \| \| De Marchi 14’ \| Marcatori \| \|    |               |               |         |                                                              |
|                                                    |               |               |         |                                                              |
| De Marchi 14’                                      | Marcatori     |               |         |                                                              |

| Novara 11 gennaio 2025, ore 15:00 CEST 22ª giornata              | Novara    | 3 – 0 referto | Virtus Verona | Stadio Silvio Piola (1 574 spett.) |
| \| \| \| \| \| Ongaro 36’, 84’ Calcagni 90+2’ \| Marcatori \| \| |           |               |               |                                    |
|                                                                  |           |               |               |                                    |
| Ongaro 36’, 84’ Calcagni 90+2’                                   | Marcatori |               |               |                                    |

| Verona 18 gennaio 2025, ore 15:00 CEST 23ª giornata                                         | Virtus Verona | 1 – 3 referto                               | Feralpisalò | Centro sportivo Mario Gavagnin-Sinibaldo Nocini (359 spett.) |
| \| \| \| \| \| De Marchi 54’ \| Marcatori \| 20’ Dubickas 56’ Di Molfetta 57’ Balestrero \| |               |                                             |             |                                                              |
|                                                                                             |               |                                             |             |                                                              |
| De Marchi 54’                                                                               | Marcatori     | 20’ Dubickas 56’ Di Molfetta 57’ Balestrero |             |                                                              |

| Meda 25 gennaio 2025, ore 20:45 CEST 24ª giornata                              | Renate    | 0 – 3 referto                                | Virtus Verona | Stadio Città di Meda (250 spett.) |
| \| \| \| \| \| \| Marcatori \| 62’ (rig.) Manfrin 67’ De Marchi 85’ Contini \| |           |                                              |               |                                   |
|                                                                                |           |                                              |               |                                   |
|                                                                                | Marcatori | 62’ (rig.) Manfrin 67’ De Marchi 85’ Contini |               |                                   |

| Verona 1 febbraio 2025, ore 15:00 CEST 25ª giornata | Virtus Verona | 1 – 0 referto | Padova | Centro sportivo Mario Gavagnin-Sinibaldo Nocini (1 121 spett.) |
| \| \| \| \| \| Mehic 23’ \| Marcatori \| \|         |               |               |        |                                                                |
|                                                     |               |               |        |                                                                |
| Mehic 23’                                           | Marcatori     |               |        |                                                                |

| Caravaggio 8 febbraio 2025, ore 15:00 CEST 26ª giornata        | Atalanta U23 | 0 – 3                        | Virtus Verona | Stadio comunale (231 spett.) |
| \| \| \| \| \| \| Marcatori \| 51’, 74’ Mehic 55’ De Marchi \| |              |                              |               |                              |
|                                                                |              |                              |               |                              |
|                                                                | Marcatori    | 51’, 74’ Mehic 55’ De Marchi |               |                              |

| Verona 17 febbraio 2025, ore 20:30 CEST 27ª giornata                                                 | Virtus Verona | 5 – 2 referto           | Caldiero | Centro sportivo Mario Gavagnin-Sinibaldo Nocini (813 spett.) |
| \| \| \| \| \| Caia 1’, 9’ De Marchi 27’, 53’ Metlika 87’ \| Marcatori \| 17’ Caccavo 90+5’ Lanzi \| |               |                         |          |                                                              |
| |               |                         |          |                                                              |
| Caia 1’, 9’ De Marchi 27’, 53’ Metlika 87’                                                           | Marcatori     | 17’ Caccavo 90+5’ Lanzi |          |                                                              |

| Arzignano 22 febbraio 2025, ore 15:00 CEST 28ª giornata    | Arzignano Valchiampo | 0 – 2 referto            | Virtus Verona | Stadio Tommaso Dal Molin |
| \| \| \| \| \| \| Marcatori \| 22’ De Marchi 90+2’ Cuel \| |                      |                          |               |                          |
|                                                            |                      |                          |               |                          |
|                                                            | Marcatori            | 22’ De Marchi 90+2’ Cuel |               |                          |

| Verona 1 marzo 2025, ore 15:00 CEST 29ª giornata                                     | Virtus Verona | 2 – 2 referto            | Triestina | Centro sportivo Mario Gavagnin-Sinibaldo Nocini |
| \| \| \| \| \| Rispoli 49’ De Marchi 90’ \| Marcatori \| 19’ Ionita 23’ Vertainen \| |               |                          |           |                                                 |
|                                                                                      |               |                          |           |                                                 |
| Rispoli 49’ De Marchi 90’                                                            | Marcatori     | 19’ Ionita 23’ Vertainen |           |                                                 |

| Chioggia 9 marzo 2025, ore 17:30 CEST 30ª giornata                                | Union Clodiense CS | 1 – 2 referto             | Virtus Verona | Stadio Aldo e Dino Ballarin |
| \| \| \| \| \| Martignago 84’ (rig.) \| Marcatori \| 17’ Contini 26’ De Marchi \| |                    |                           |               |                             |
|                                                                                   |                    |                           |               |                             |
| Martignago 84’ (rig.)                                                             | Marcatori          | 17’ Contini 26’ De Marchi |               |                             |

| Verona 13 marzo 2025, ore 18:30 CET 31ª giornata                        | Virtus Verona | 1 – 2 referto              | Trento | Centro sportivo Mario Gavagnin-Sinibaldo Nocini |
| \| \| \| \| \| Contini 5’ \| Marcatori \| 25’ Giannotti 50’ Petrovic \| |               |                            |        |                                                 |
|                                                                         |               |                            |        |                                                 |
| Contini 5’                                                              | Marcatori     | 25’ Giannotti 50’ Petrovic |        |                                                 |

| Vercelli 16 marzo , ore 17:30 CET 32ª giornata | Pro Vercelli | 0 – 0 referto | Virtus Verona | Stadio Silvio Piola |

| Verona 23 marzo 2025, ore 17:30 CET 33ª giornata              | Virtus Verona | 1 – 1 referto | Lecco | Centro sportivo Mario Gavagnin-Sinibaldo Nocini |
| \| \| \| \| \| Manfrin 79’ (rig.) \| Marcatori \| 5’ Sipos \| |               |               |       |                                                 |
|                                                               |               |               |       |                                                 |
| Manfrin 79’ (rig.)                                            | Marcatori     | 5’ Sipos      |       |                                                 |

| Verona 30 marzo 2025, ore 17:30 CET 34ª giornata       | Virtus Verona | 0 – 1 referto        | Pro Patria | Centro sportivo Mario Gavagnin-Sinibaldo Nocini |
| \| \| \| \| \| \| Marcatori \| 29’ (rig.) Alcibiade \| |               |                      |            |                                                 |
|                                                        |               |                      |            |                                                 |
|                                                        | Marcatori     | 29’ (rig.) Alcibiade |            |                                                 |

| Crema 6 aprile 2025, ore 17:30 CET 35ª giornata                          | Pergolettese | 1 – 2 referto             | Virtus Verona | Stadio Giuseppe Voltini |
| \| \| \| \| \| Careccia 27’ \| Marcatori \| 47’, 88’ (rig.) De Marchi \| |              |                           |               |                         |
|                                                                          |              |                           |               |                         |
| Careccia 27’                                                             | Marcatori    | 47’, 88’ (rig.) De Marchi |               |                         |

| Verona 13 aprile 2025, ore 17:30 CET 36ª giornata                     | Virtus Verona | 2 – 1 referto | Vicenza | Centro sportivo Mario Gavagnin-Sinibaldo Nocini |
| \| \| \| \| \| Contini 23’ Gatti 90+6’ \| Marcatori \| 75’ Ferrari \| |               |               |         |                                                 |
|                                                                       |               |               |         |                                                 |
| Contini 23’ Gatti 90+6’                                               | Marcatori     | 75’ Ferrari   |         |                                                 |

| Gorgonzola 20 aprile 2025, ore 17:30 CET 37ª giornata    | Giana Erminio | 1 – 1 referto | Virtus Verona | Stadio Città di Gorgonzola |
| \| \| \| \| \| Stuckler 70’ \| Marcatori \| 71’ Gatti \| |               |               |               |                            |
|                                                          |               |               |               |                            |
| Stuckler 70’                                             | Marcatori     | 71’ Gatti     |               |                            |

| Verona 25 aprile 2025, ore 16:30 CET 38ª giornata               | Virtus Verona | 1 – 1 referto   | AlbinoLeffe | Centro sportivo Mario Gavagnin-Sinibaldo Nocini |
| \| \| \| \| \| Contini 90+5’ \| Marcatori \| 72’ Agostinelli \| |               |                 |             |                                                 |
|                                                                 |               |                 |             |                                                 |
| Contini 90+5’                                                   | Marcatori     | 72’ Agostinelli |             |                                                 |

#### Play-off
| Gorgonzola 4 maggio 2025, ore 17:30 CET Primo turno | Giana Erminio | 1 – 0 | Virtus Verona | Stadio Città di Gorgonzola |
| \| \| \| \| \| Tirelli 68’ \| Marcatori \| \|       |               |       |               |                            |
|                                                     |               |       |               |                            |
| Tirelli 68’                                         | Marcatori     |       |               |                            |

### Coppa Italia Serie C
| Verona 9 agosto 2024, ore TDB CEST Primo Turno                                                                       | Virtus Verona        | 2 – 2 referto             | Caldiero | Stadio M. Gavagnin- S. Nocini |
| \| \| \| \| \| Zarpellon 14’ Mehic 50’ \| Marcatori \| 41’ Zerbato 90+5’ Baldani \| \| \| Tiri di rigore 3 – 5 \| \| |                      |                           |          |                               |
| |                      |                           |          |                               |
| Zarpellon 14’ Mehic 50’                                                                                              | Marcatori            | 41’ Zerbato 90+5’ Baldani |          |                               |
| | Tiri di rigore 3 – 5 |                           |          |                               |

## Statistiche
Aggiornate all'8 marzo 2025

### Andamento in campionato
| Giornata  | 1  | 2  | 3  | 4  | 5  | 6  | 7  | 8  | 9  | 10 | 11 | 12 | 13 | 14 | 15 | 16 | 17 | 18 | 19 | 20 | 21 | 22 | 23 | 24 | 25 | 26 | 27 | 28 | 29 | 30 | 31 | 32 | 33 | 34 | 35 | 36 | 37 | 38 |
| --------- | -- | -- | -- | -- | -- | -- | -- | -- | -- | -- | -- | -- | -- | -- | -- | -- | -- | -- | -- | -- | -- | -- | -- | -- | -- | -- | -- | -- | -- | -- | -- | -- | -- | -- | -- | -- | -- | -- |
| Luogo     | C  | T  | T  | C  | T  | C  | T  | C  | T  | C  | T  | T  | C  | C  | T  | C  | T  | C  | T  | C  | T  | C  | C  | T  | C  | T  | C  | T  | C  | T  | C  | T  | C  | T  | T  | C  | T  | C  |
| Risultato | P  | N  | V  | P  | P  | P  | P  | V  | V  | V  | V  | N  | N  | N  | N  | P  | P  | N  | P  | V  | V  | P  | P  | V  | V  | V  | V  | V  | N  | V  |    |    |    |    |    |    |    |    |
| Posizione | 16 | 15 | 11 | 15 | 15 | 17 | 18 | 16 | 15 | 12 | 9  | 10 | 9  | 9  | 9  | 11 | 11 | 12 | 13 | 12 | 11 | 11 | 12 | 11 | 11 | 8  | 7  | 5  | 5  | 4  |    |    |    |    |    |    |    |    |

Legenda:

Luogo: C = Casa; T = Trasferta. Risultato: R = Rinviata; V = Vittoria; N = Pareggio; P = Sconfitta.